# 真剣勝負 (テレビドラマ)
『真剣勝負』（しんけんしょうぶ、朝: 진검승부）は、2022年10月5日から11月10日までKBS 2で放送された韓国のテレビドラマである。

## あらすじ
真面目さで武装した検事のジンジョン（ド・ギョンス）が、富と権力が作った聖域とその中に住む強欲な人たちを痛快に打ちのめす物語で、息苦しい世の中の現実を少しでも忘れさせるようなストーリー。

## 出演

### 主要人物
- ジンジョン：ド・ギョンス（EXO）
- シン・アラ：イ・セヒ
- オ・ドファン：ハ・ジュン

### 周辺人物
- パク・ジェギョン：キム・サンホ
- コ・ジュンド：イ・シオン
- ペク・ウンジ：チュ・ボヨン
- イ・チョルギ：ヨン・ジュンソク
- イ・ジャンウォン：チェ・グァンイル